# Hans Jacobs
Hans Jacobs, född 30 april 1907, död 24 oktober 1994, var en tysk segelflygare och segelflygplanskonstruktör.
Jacobs var chef för det tyska forskningsinstitutet för segelflyg (DFS) i Darmstadt före andra världskriget.
Som konstruktionsansvarig stod han bakom DFS Habicht, DFS Kranich, och trupptransportglidaren DFS 230.
Efter att flygning och flygplanstillverkning kom igång 1951 då de allierades förbud mot flygning hävdes, vidareutvecklade han segelflygplanet Kranich, som bland annat användes av Svenska Flygvapnet.